# Случайная смерть анархиста
Случайная смерть анархиста (итал. Morte accidentale di un anarchico) — одна из самых известных комедий Дарио Фо, лауреата Нобелевской премии по литературе 1997 года, впервые поставленная 5 декабря 1970 года в Варесе.
Комедия посвящена «случайной смерти» анархиста Джузеппе Пинелли, которая произошла в Главном управлении полиции Милана при обстоятельствах, которые сначала были неясны, а затем были архивированы судебной властью по делу о «активной болезни» 15 декабря 1969 гогда, когда он упал из окна четвертого этажа во время допроса. В результате последовавшей за этим жестокой политической кампании комиссар полиции Луиджи Калабрези был убит.
Постановка спектакля обошлась автору более чем в сорока судебных разбирательств в разных частях Италии: чтобы избежать каких-либо проблем, он перенес действие комедии из Италии в Соединенные Штаты Америки, где в 20-е годы прошлого века в В Нью-Йорке произошла новость, очень похожая на события, произошедшие вокруг смерти Пинелли.

## Сюжет
Сюжет начинается в комнате миланского полицейского управления, где комиссар Бертоццо угрожает арестовать персонажа, являющимся дураком и одним из основных персонажей всей комедии. Дурака остановили, потому что он был болен фантомной «гистриоманией», то есть неудержимой необходимостью притвориться другими людьми. Недовольный сумасшедшими рассуждениями дурака, Бертоццо приказывает освободить его: дурак оказывается один в комнате инспектора и обнаруживает важные документы, касающиеся смерти некого анархиста, упавшего из окна во время допроса в полиции при неясных обстоятельствах.
Дурак обманывая комиссаров, говорит что он высокопоставленный министр
Далее случается так, что комиссар должен принять журналистку Марию Фелетти, известную своим упрямством, с которым она обычно ставит под сомнение утверждения по делу, и своим намерением раскрыть правду. В то время как комиссар решает отложить интервью, дурак предлагает им этого не делать: он будет утверждать, что является главой судебно-медицинской экспертизы, доктором Пиччинни, таким образом, что, если статья не понравится комиссару, ее можно легко отрицать. правдивость заявлений журналиста, помещая перед ними настоящую Пиччинни.
Комиссары поддерживают идею сумасшедшего, не подозревая об этом, и решают противостоять журналистке.
Прибытие Бертоццо, узнавшего Дурака, создает ситуацию комедии. На самом деле никто не верит тому, что он говорит, в то время как дурак продолжает вести двойную игру: с одной стороны, он делает вид, что хочет защитить лицо представителей порядка, а на самом деле он устраивает провокации перед лицом журналистки, которая убеждена, что анархист был убит.
Бертоццо становится настойчивым, и журналистка начинает подозревать, что её обманывают. Дурак снова маскируется и становится епископом.
В какой-то момент все присутствующие скованы наручниками: внезапно гаснет свет и раздается крик Дурака. Снова загорается свет, журналистке удается вылезти из наручников и она видит, что Дурак выпал из окна. Таким образом, она убеждена, что падение анархиста тоже было случайным.
Завершается произведение тем, что появляется бородатый мужчина, которого все считают дураком, но который является настоящим министром. Далее все подают в отставку и говорят: «Начнем сначала».